# Inibidor de recaptação de noradrenalina

Noradrenalina

Epinefrina

Um inibidor de recaptação de noradrenalina (IRN), também referido como inibidor de recaptação de norepinefrina, é um tipo de fármaco que atua como um inibidor da recaptação no neurotransmissor da norepinefrina (noradrenalina) e epinefrina (adrenalina), bloqueando a ação do transportador de norepinefrina (NET). Isso, por sua vez, leva ao aumento das concentrações extracelulares de norepinefrina e epinefrina e, portanto, aumentam a neurotransmissão adrenérgica.
Os IRNs são comumente usados no tratamento de condições como TDAH e narcolepsia, devido aos seus efeitos psicoestimulantes, e na obesidade, devido aos efeitos supressores do apetite. Eles também são frequentemente usados como antidepressivos para o tratamento de transtorno depressivo maior, ansiedade e transtorno do pânico. Além disso, muitas drogas de abuso, como cocaína e metilfenidato, possuem atividade NRI, embora seja importante mencionar que os NRIs sem propriedades combinadas de inibidor de recaptação de dopamina (DRI) não são significativamente recompensadores e, portanto, o potencial de abuso é considerados como significativamente menor. No entanto, a norepinefrina pode agir sinergicamente com a dopamina quando as ações nos dois neurotransmissores são combinadas (por exemplo, no caso dos IRNDs).
Uma metanálise realizada em 2011 concluiu que o NRI reboxetina é indistinguível do placebo no tratamento da depressão. Uma segunda revisão da Agência Europeia de Medicamentos concluiu que a reboxetina foi significativamente mais eficaz do que o placebo e que sua relação risco/benefício foi positiva. A última revisão também examinou a eficácia da reboxetina em função da depressão basal e concluiu que ela era eficaz no tratamento da depressão grave e no transtorno do pânico, mas não mostrou efeitos significativamente superiores ao placebo no tratamento da depressão leve.
Um tipo de droga intimamente relacionado são as classificadas como agente de liberação de norepinefrina.

## Lista de IRNs seletivos (ISRNs)
Existem muitos ISRNs, incluindo:
- Inibidores seletivos de recaptação de norepinefrina:
  - Amedalin (UK-3540-1)
  - Atomoxetina (Strattera)
  - Daledalin (UK-3557-15)
  - Edivoxetina (LY-2216684)
  - Esreboxetina
  - Lortalamina (LM-1404)
  - Nisoxetina (LY-94.939)
  - Reboxetina (Edronax, Vestra)
  - Talopram (tasulopram) (Lu 3-010)
  - Talsupram (Lu 5-005)
  - Tandamina (AY-23.946)
  - Viloxazina (Vivalan)

- ISRNs com ação farmacológica menor em outros locais:
  - Bupropiona (Wellbutrin, Zyban)
  - Ciclazindol (Wy-23.409)
  - CP-39.332
  - Duloxetina
  - Manifaxina (GW-320.659)
  - Maprotilina (Deprilept, Ludiomil, Psymion)
  - Radafaxina (GW-353.162)
  - Tapentadol (Nucynta)
  - Teniloxazina (Lucelan, Metatone)
  - Certos antidepressivos tricíclicos atua, principalmente como inibidores da recaptação da norepinefrina, sem efeitos clinicamente relevantes de recaptação da serotonina, exceto em casos raros em que são utilizadas doses altas. Exemplos incluem protriptilina (Vivactil), nortriptilina (Pamelor) e desipramina (Norpramin).

Nota: Apenas NRIs mais seletivos para o NET do que com os outros dois transportadores de monoamina (MATs) estão listados aqui. Para obter uma lista de NRIs que atuam em vários MATs, consulte as outras páginas de inibidores de recaptação de monoamina, como IRND e ISRSN.